# Weisslingen
Weisslingen est une commune suisse du canton de Zurich.

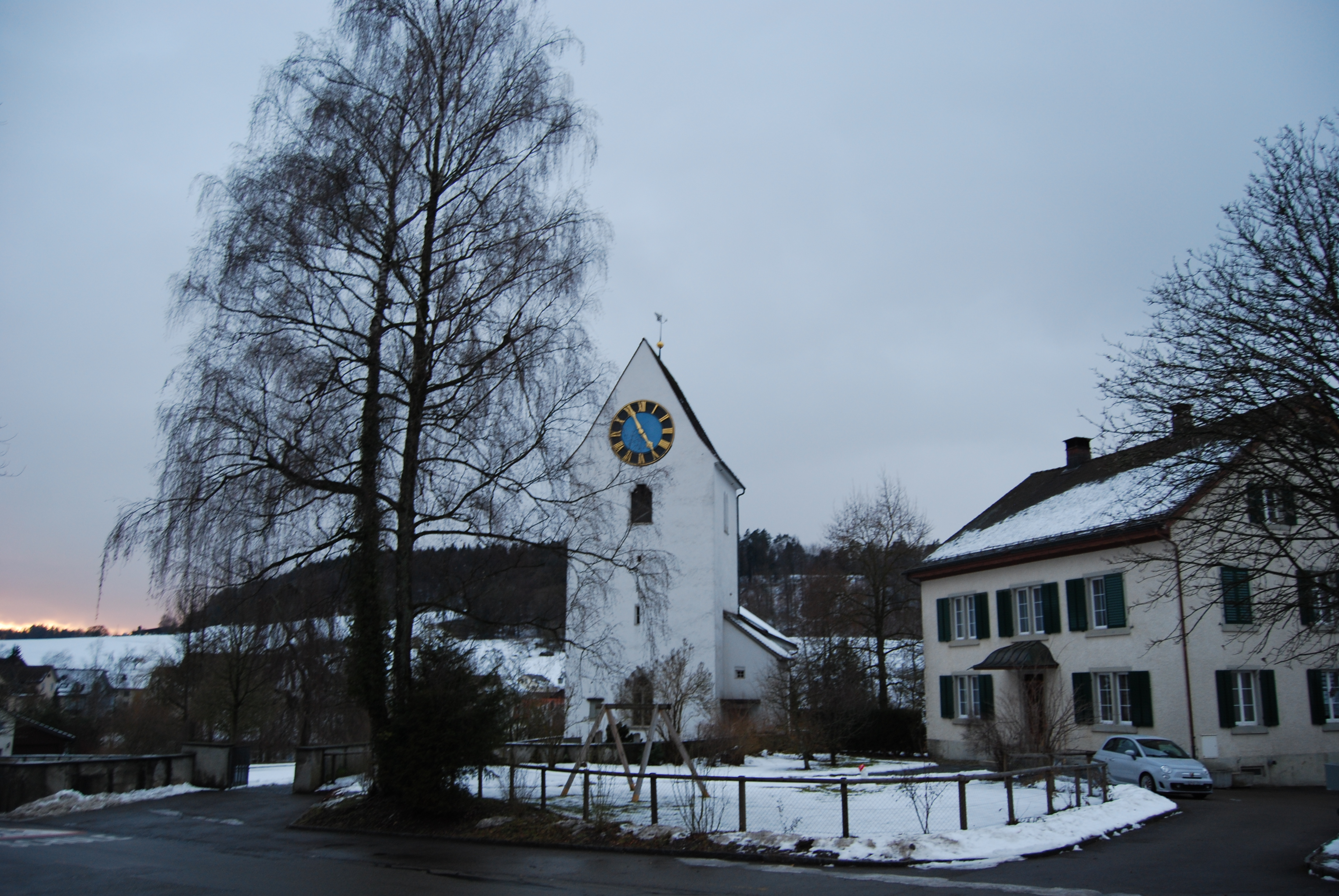
Église de Weisslingen.

Photo aérienne prise par Walter Mittelholzer (1920).

## Monuments et curiosités
- L'église paroissiale réformée est déjà mentionnée en 1370[3]. Elle consiste en un édifice de style gothique tardif avec plafond en bois sculpté, œuvre de Peter Kälin datée de 1509. Le clocher de l'église remonte au XIVe siècle[4].